# République d'Extrême-Orient
Ne doit pas être confondu avec République de Tchita.
6 avril 1920 – 15 novembre 1922
Entités précédentes :
- Oblast de l'Amour
- Oblast de Primorié
- République soviétique fédérative socialiste de Russie
- Ukraine verte (en)
- Administration blanche

Entités suivantes :
- Administration blanche
- Oblast d'Extrême-Orient (République soviétique fédérative socialiste de Russie)

La république d'Extrême-Orient (en russe : Дальневосто́чная Респу́блика, ДВР ; Dalnevostotchnaïa Respoublika, DVR), parfois appelée république de Tchita, est une ancienne république socialiste, indépendante de jure, proclamée à Blagovechtchensk, le 6 avril 1920, durant la guerre civile russe, mais largement contrôlée de facto par les troupes bolcheviques de la république socialiste fédérative soviétique de Russie (RSFSR).
Son territoire couvrait une bonne partie de la Sibérie orientale (appelée également Extrême-Orient russe), région située à l'est du lac Baïkal, correspondant aux actuelles subdivisions territoriales russes du kraï de Transbaïkalie, de l'oblast de l'Amour, du kraï de Khabarovsk et du kraï du Primorie. Sa capitale fut d'abord Verkhneoudinsk (aujourd'hui Oulan-Oude) jusqu'en octobre 1920, puis elle fut transférée à Tchita.

## Histoire
Créée pendant la guerre civile russe, la république bénéficie dès l'origine du soutien du pouvoir bolchevik qui souhaite créer un État tampon face aux zones contrôlées par les Russes blancs avec le soutien des 70 000 Japonais de Vladivostok et des Chinois des régions frontalières, qui arment les armées blanches. Son premier président est Aleksandr Krasnochtchiokov (en).
À sa création, la république d'Extrême-Orient ne comprend que la région de Verkhneoudinsk. Au cours de l'été 1920, le gouvernement bolchevik lui attribue aussi le territoire de l'Amour. Le 20 janvier 1920, le chef cosaque, l'ataman Grigori Semenov, hostile aux bolcheviks, s'installe à Tchita où il s'autoproclame dirigeant provisoire de la Sibérie, dont l'autorité dure jusqu'à la reprise de la ville par les partisans de la république d'Extrême-Orient en octobre 1920. Durant le mois de décembre suivant, les provinces côtières, ainsi que l'important port militaire de Vladivostok rejoignent à leur tour la république d'Extrême-Orient.
Le Japon conserve jusqu'en 1925 la moitié nord de l'île de Sakhaline, à titre de compensation pour le massacre par les bolcheviks de civils japonais à Nikolaïevsk-sur-l'Amour en 1920.
Le 26 mai 1921, le coup d'État de la Garde blanche au Primorié permet à celle-ci de s'emparer à nouveau de Vladivostok et de ses environs avec l'aide de troupes japonaises, et, dès le 26 mars, un gouvernement provisoire antibolchévique est installé à Nikolaïevsk-sur-Amour. Les dirigeants de ce gouvernement, les frères Merkoulov, sont néanmoins déposés en juin 1922 et remplacés par Mikhaïl Dieterichs, l'un des lieutenants du général « blanc » Koltchak.
Les armées de la république d'Extrême-Orient reprennent par la suite le contrôle du territoire perdu et forcent les Japonais à évacuer Vladivostok le 25 octobre 1922. Ce succès militaire et politique vaut à la république l'honneur d'être intégrée de jure à la RSFSR le 15 novembre 1922. Elle a rempli son rôle avec efficacité : grâce à elle, à aucun moment, la RSFSR n'a été directement en guerre contre la Chine, le Japon, les États-Unis, le Canada et les autres puissances alliées occupant la Sibérie orientale.

## Philatélie
La république d'Extrême-Orient et les autres administrations de la Sibérie orientale ont émis des timbres dont la collection peut être menée de différentes manières. Classiquement on liste les émissions (Omsk, Tchita. Nikolaievsk, Vladivostok…). Un tel classement présente l'inconvénient d'occulter la nature du pouvoir qui les a émis ainsi que les raisons de leur émission. C'est pourquoi, une présentation qui suit les évènements historiques tend à valoriser davantage ces timbres.
- Gouvernement de Koltchak (Omsk) :
  - L'installation de Koltchak à Omsk est marquée par une émission de timbres de la Russie impériale avec nouvelles valeurs en surcharge.
- Gouvernement de Semenov (Tchita) :
  - L'ataman Semenov fait émettre quatre timbres (surcharges sur timbres de l'Empire), il s'agit de la première émission de Tchita.
- Gouvernement communiste de Blagoviechtchensk (province de l'Amour) :
  - En 1920 il émet cinq timbres avec légende « Amourskaïa Oblatskain Potstovaia Marka » ce qui signifie « Timbre-poste de la province de l'Amour ». Ce gouvernement se retire à la proclamation de la république d'Extrême-Orient.
- Émissions de la république d'Extrême-Orient :
  - Elles ont lieu à Tchita et à Vladivostok :
    - Septembre 1920, émission de Vladivostok (27 timbres de la Russie impériale surchargés). Les initiales façon manuscrites ci-dessus signifient Dalni-Vostokchnaia Respublika (république d'Extrême-Orient) ;
    - Décembre 1921, émission de Tchita (10 timbres aux types armoiries) ;
    - Novembre 1922, le nom de cette république est inscrit en entier autour de l'aigle du timbre-poste émis en juillet 1921 à Vladivostok ;
    - Ce dernier timbre est utilisé en novembre 1922 par la république d'Extrême-Orient avec une surcharge pour célébrer le 5e anniversaire de la révolution d'Octobre, à Vladivostok.
- Gouvernement antibolchevik de Nikolaievsk :
  - Ce pouvoir dérobe les timbres de la première émission de la République d'Extrême-Orient (timbre de Vladivostok de novembre 1922) qu'il utilise en les surchargeant. Il existe trois surcharges différentes.
- Pouvoir soviétique :
  - En janvier 1923 paraît, à Tchita, une série de cinq timbres de l'Union soviétique réservée à l'Extrême-Orient. Ce sont des timbres de la Russie soviétique de 1922 aux types de l'ouvrier et du soldat avec une surcharge Dalni-Vostok (Extrême-Orient).
- Légions tchécoslovaques en Sibérie :
  - La légion tchécoslovaque en Sibérie a d'abord son siège à Irkoutsk qu'elle occupe militairement puis à Vladivostok. Ces deux villes sont desservies d'une façon régulière par le Transsibérien. Les Tchécoslovaques sont officiellement chargés d'y organiser la circulation ferroviaire afin de s'évacuer et de rejoindre Vladivostok. Contrôlant la ligne, ils y créèrent un service postal. Ce service de la poste des légionnaires tchèques et slovaques est par ailleurs fort utilisé par la population civile russe dans la mesure où le réseau postal russe ne fonctionne quasiment plus. Pas moins de sept séries de timbres sont émises entre la fin de 1918 et la fin de 1920. Ces timbres, que les catalogues classent à Tchécoslovaquie ont pourtant pleinement leur place dans une collection sur la Russie et son histoire.

## Sources
1. ↑  Anatoly Gutman, Ella Lury Wiswell (trans.), Richard A. Pierce (ed.) (en) The Destruction of Nikolaevsk-on-Amur, An Episode in the Russian Civil War in the Far East, 1920, Limestone Press (1993),  (ISBN 0-919642-35-7).
2. ↑  John Albert White, (en) The Siberian Intervention, Princeton University Press (1950).

- (fr) Rubrique Révolution et guerre civile du Cercle philatélique France-Russie et pays de l'ex URSS
- (fr) Philatélie Populaire – La Sibérie orientale entre 1918 et 1922 par Robert Abita (no 447)